# Saison 2004 von Super 12
Die Saison 2004 war die neunte Ausgabe von Super 12, einem Rugby-Union-Wettbewerb mit zwölf Franchise-Mannschaften aus Australien, Neuseeland und Südafrika.
Es wurden insgesamt 69 Spiele ausgetragen, wobei jede Mannschaft eine Round Robin (ein Rundenturnier) gegen die elf anderen Mannschaften austrug. Es folgten zwei Halbfinalspiele und schließlich das Finale. Meister wurden zum zweiten Mal die Brumbies aus der australischen Hauptstadt Canberra.

## Ergebnisse

### Tabelle
M = Amtierender Meister
|     | Team            | Spiele | Siege | Unent. | Ndlg. | Spiel- punkte | Diff. | Bonus- punkte | Tabellen- punkte |
| --- | --------------- | ------ | ----- | ------ | ----- | ------------- | ----- | ------------- | ---------------- |
| 01. | Brumbies        | 11     | 8     | 0      | 3     | 408:269       | + 139 | 8             | 40               |
| 02. | Crusaders       | 11     | 7     | 0      | 4     | 345:303       | + 42  | 6             | 34               |
| 03. | Stormers        | 11     | 7     | 0      | 4     | 286:260       | + 26  | 5             | 33               |
| 04. | Chiefs          | 11     | 7     | 0      | 4     | 274:251       | + 23  | 5             | 33               |
| 05. | Blues (M)       | 11     | 6     | 1      | 4     | 337:309       | + 28  | 6             | 32               |
| 06. | Bulls           | 11     | 5     | 1      | 5     | 302:320       | − 18  | 6             | 28               |
| 07. | Sharks          | 11     | 5     | 0      | 6     | 367:305       | − 38  | 8             | 28               |
| 08. | NSW Waratahs    | 11     | 5     | 0      | 6     | 342:274       | + 68  | 7             | 27               |
| 09. | Highlanders     | 11     | 4     | 1      | 6     | 299:347       | − 48  | 8             | 28               |
| 10. | Queensland Reds | 11     | 5     | 0      | 6     | 217:246       | − 29  | 5             | 25               |
| 11. | Hurricanes      | 11     | 4     | 1      | 6     | 275:303       | − 28  | 5             | 23               |
| 12. | Cats            | 11     | 1     | 0      | 10    | 294:459       | − 165 | 7             | 11               |

Die Punkte werden wie folgt verteilt:
- 4 Punkte bei einem Sieg
- 2 Punkte bei einem Unentschieden
- 0 Punkte bei einer Niederlage (vor möglichen Bonuspunkten)
- 1 Bonuspunkt für vier oder mehr Versuche, unabhängig vom Endstand
- 1 Bonuspunkt bei einer Niederlage mit weniger als sieben Punkten Unterschied

### Halbfinale
| 15. Mai 2004 | Brumbies                                                                                         | 32 : 17        | Chiefs                                                                    | Canberra Stadium, Canberra Schiedsrichter: Jonathan Kaplan (Südafrika) |
| 15. Mai 2004 | Versuche: Mortlock, Gerrard, Chisholm, Samo, Rathbone Erhöhungen: Roff (2) Straftritte: Roff (1) | (20:3) Bericht | Versuche: Bates, Faʻatau Erhöhungen: Jackson (2) Straftritte: Jackson (1) | Canberra Stadium, Canberra Schiedsrichter: Jonathan Kaplan (Südafrika) |

| 15. Mai 2004 | Crusaders                                                                | 27 : 16         | Stormers                                                         | Jade Stadium, Christchurch Schiedsrichter: Andrew Cole (Australien) |
| 15. Mai 2004 | Versuche: Marshall, Ralph Erhöhungen: Carter (1) Straftritte: Carter (5) | (12:13) Bericht | Versuche: Barry Erhöhungen: du Toit (1) Straftritte: du Toit (3) | Jade Stadium, Christchurch Schiedsrichter: Andrew Cole (Australien) |

### Finale
| 22. Mai 2004 | Brumbies                                                           | 47 : 38         | Crusaders                                                                    | Canberra Stadium, Canberra Schiedsrichter: André Watson (Südafrika) |
| 22. Mai 2004 | Versuche: Roff (2), Gerrard (3), Paul, Giteau Erhöhungen: Roff (6) | (33:14) Bericht | Versuche: McCaw, Mauger, Thorn, King, Laulala, Carter Erhöhungen: Carter (4) | Canberra Stadium, Canberra Schiedsrichter: André Watson (Südafrika) |

| 15                 | Joe Roff           |
| 14                 | Clyde Rathbone     |
| 13                 | Joel Wilson        |
| 12                 | Matt Giteau        |
| 11                 | Mark Gerrard       |
| 10                 | Stephen Larkham    |
| 09                 | George Gregan      |
| 08                 | Scott Fava         |
| 07                 | George Smith       |
| 06                 | Owen Finegan (c)   |
| 05                 | Mark Chisholm      |
| 04                 | Radike Samo        |
| 03                 | Nic Henderson      |
| 02                 | Jeremy Paul        |
| 01                 | Bill Young         |
| Auswechselspieler: |                    |
| 16                 | David Palavi       |
| 17                 | Guy Sheperdson     |
| 18                 | David Giffin       |
| 19                 | Jone Tawake        |
| 20                 | Matt Henjak        |
| 21                 | Mark Bartholomeusz |
| 22                 | Lenny Beckett      |

| 15                 | Ben Blair        |
| 14                 | Marika Vunibaka  |
| 13                 | Aaron Mauger     |
| 12                 | Daniel Carter    |
| 11                 | Caleb Ralph      |
| 10                 | Cameron McIntyre |
| 09                 | Justin Marshall  |
| 08                 | Sam Broomhall    |
| 07                 | Richie McCaw     |
| 06                 | Reuben Thorne    |
| 05                 | Chris Jack       |
| 04                 | Brad Thorn       |
| 03                 | Greg Somerville  |
| 02                 | Tone Kopelani    |
| 01                 | Dave Hewett      |
| Auswechselspieler: |                  |
| 16                 | Corey Flynn      |
| 17                 | Chris King       |
| 18                 | Ross Filipo      |
| 19                 | Johnny Leoʻo     |
| 20                 | Jamie Nutbrown   |
| 21                 | Andrew Mehrtens  |
| 22                 | Casey Laulala    |

## Statistik

### Meiste erzielte Versuche
|    | Spieler           | Team     | Versuche |
| -- | ----------------- | -------- | -------- |
| 1. | Mark Gerrard      | Brumbies | 10       |
| 1. | Stirling Mortlock | Brumbies | 10       |
| 3. | Clyde Rathbone    | Brumbies | 9        |

### Meiste erzielte Punkte
|    | Spieler         | Team        | Punkte |
| -- | --------------- | ----------- | ------ |
| 1. | Daniel Carter   | Crusaders   | 201    |
| 2. | Joe Roff        | Brumbies    | 182    |
| 3. | Butch James     | Sharks      | 118    |
| 4. | Tony Brown      | Highlanders | 104    |
| 5. | André Pretorius | Cats        | 102    |